# Wirtualna Polska Holding
Wirtualna Polska Holding Spółka Akcyjna – spółka notowana na Giełdzie Papierów Wartościowych w Warszawie, właściciel platformy medialnej online oraz uczestnik rynku reklamy internetowej, holding spółek mediowych oraz e-commerce. Jest właścicielem portali WP i o2. Prowadzi specjalistyczne serwisy tematyczne i rozrywkowe, w tym m.in. money.pl, WP Wiadomości, WP SportoweFakty, dobreprogramy.pl, WP Magazyn i Wirtualnemedia.pl. W branży e-commerce WP działa w obszarach turystyki, mody, wyposażenia wnętrz i projektowania domów, usług finansowych oraz motoryzacji. Wirtualna Polska nadaje również Telewizję WP dostępną naziemnie, na platformie cyfrowej, w sieciach kablowych oraz usłudze WP Pilot, a także telewizję Kabaret TV.
Spółkę stworzyły trzy spółki:
- Orfe S.A., której właścicielem jest Jacek Świderski, prezes Wirtualna Polska Holding;
- 10x S.A., której właścicielem jest Michał Brański;
- Albemuth Inwestycje S.A., której właścicielem jest Krzysztof Sierota.

Twórcy spółki według stanu na koniec 2015 roku są członkami zarządu spółki Wirtualna Polska Holding S.A., kontrolują 36,3% akcji i dysponują 50,46% głosów na walnym zgromadzeniu spółki. W przeszłości byli założycielami portalu o2.pl.
W wyniku publicznej oferty akcji spółka pozyskała w 2015 roku 106,9 mln zł. Pierwsze notowanie giełdowe akcji spółki miało miejsce 7 maja 2015. 1 grudnia 2016 roku firma European Media Holding, której udziałowcami są m.in. fundusze inwestycyjne Innova Capital i MCI Management oraz Jarosław Mikos sprzedała 27,18% akcji spółki za 389,5 mln zł.

## Struktura holdingu
Spółka, jako holding, jest właścicielem kolejnych podmiotów, w tym:
- Wirtualna Polska Media S.A. – 100% akcji należy do Wirtualna Polska Holding S.A.
- WPZ Sp. z o.o. – 100% udziałów należy do Wirtualna Polska Holding S.A.
- Extradom.pl Sp. z o.o – 100% udziałów należy do Wirtualna Polska Holding S.A.
- OPEN FM Sp. z o.o.- 100% udziałów należy do Wirtualna Polska Holding S.A.
- Superauto.pl Sp. z o.o. – 50,8% udziałów należy do Wirtualna Polska Holding S.A.
- Digitics S.A.- 20% akcji należy do Wirtualna Polska Holding S.A.
- Teroplan S.A.- 13% akcji należy do Wirtualna Polska Holding S.A.

W listopadzie 2015 spółka WP1 Sp. z o.o. otrzymała koncesję na program TV „WP1” w ramach konkursu przeprowadzonego przez Krajową Radę Radiofonii i Telewizji. Testy stacji rozpoczęły się 10 października 2016 roku – emitowano planszę z nazwą stacji i sygnałem kontrolnym. 2 grudnia 2016 o 16:50 programem informacyjnym Dzieje się prowadzonym przez Macieja Orłosia program rozpoczął regularną emisję. Po 8 grudnia 2016 stacja zaczęła funkcjonować pod nazwą Telewizja WP zamiast WP1. 2 kwietnia 2024 holding uruchomił drugą stację telewizyjną pod nazwą Kabaret TV o charakterze rozrywkowym, poświęconą scenie kabaretowej.